# 1049 (numero)
Millequarantanove (1049) è il numero naturale dopo il 1048 e prima del 1050.

## Proprietà matematiche
- È un numero dispari.
- È un numero primo e un numero primo forte.
  - È un numero primo di Sophie Germain.
  - È un numero primo di Chen.
- È un numero difettivo.
- È un numero nontotiente in quanto dispari e diverso da 1.
- È un numero malvagio.
- È un numero intero privo di quadrati.
- È parte delle terne pitagoriche  (320, 999, 1049), (1049, 550200, 550201).

## Astronomia
- 1049 Gotho è un asteroide della fascia principale del sistema solare.
- NGC 1049 è un ammasso globulare.
- IC 1049 è una galassia nella costellazione del Dragone.

## Astronautica
- Cosmos 1049 è un satellite artificiale russo.